# サイモン・ケリー猪木
サイモン・ケリー猪木（サイモン・ケリー・いのき、本名：猪木 サイモン（いのき - ）、旧名：サイモン・ケリー、1973年12月2日 - ）は、日本の実業家。元新日本プロレス社長。
アントニオ猪木の娘で元ミュージカル女優の猪木寛子の元夫。
妻との離婚を発表以降はサイモン・ケリーを名乗る。

## 略歴
神奈川県川崎市出身。アルゼンチン人の父親と日本人の母親との間に生まれる。その後両親は離婚で離れ、母親が再婚した米国人の父親姓「ケリー」となる。
アントニオ猪木が経営していたインターナショナルスクールに通い、大学卒業後に電通や日本コカ・コーラで勤務した後、1998年4月、U.F.O.アメリカ支部代表。
2000年8月に新日本プロレスに入社。チーフブッカーとなる。2002年4月、新日本プロレスロサンゼルス道場広報担当役員。2003年6月、新日本プロレス執行役員。2004年6月、新日本プロレス取締役。2005年5月には新日本プロレス代表取締役社長を歴任。
2007年3月に同社を退社して、義父のアントニオ猪木と共に新団体「イノキ・ゲノム・フェデレーション」（IGF）に合流。渉外を担当して主にアメリカからIGFに選手を送った。
2017年にIGFが事実上活動停止後は、兄弟団体である東方英雄伝のCEOとして活動していたが、2019年1月9日、自身のツイッターにて、2018年一杯でIGF及び東方英雄伝を退社したことを明らかにした。
以降、ケンドー・カシン、鈴木秀樹をコーチとしてWWEに招聘。NXT Japanを設立、SareeeのスカウトなどフリーランスでありながらもWWEにまつわるネゴシエート業務を行う。
2020年、猪木寛子と2016年前後に離婚していたことを公式に発表した。

## 人物
アントニオ猪木との出会いは幼稚園の頃。のちに夫人となる猪木寛子と同じインターナショナルスクールに通っていた。
アントントレーディングで勤務したことがある義理の父親や、妻の母（当時）・倍賞美津子からはプロレスの仕事をすることを猛反対された。
2002年5月3日の新日本プロレス30周年記念大会にシークレットゲストとして倍賞美津子を呼んだ仕掛人の一人である。
新日本ロス道場を設立し、数々の選手を日本に送り込んだことでも知られ、2020年のインタビューではロッキー・ロメロやダニエル・ブライアン、カール・アンダーソンなど新日本に来日した外国人選手だけでなく、スティーブ・コリノ、トム・ハワード、ザ・プレデター、サモア・ジョーなどのZERO-ONE外国人選手や力道山メモリアルに参戦したビッグバン・ジョーンズもサイモンの発掘選手であることをカミングアウトした。